# Будућност (филм)
Будућност (фр. L'avenir) је француско-немачки филм из 2016, који је режирала и за који је написала сценарио Миа Хансен-Леве. У средишту филма је портрет Натали Шазо, професорке филозофије (коју игра Изабел Ипер), и њено преиспитивање сопствених животних ставова након што јој мајка умире, муж напусти због млађе жене, а књижара за коју ради уручи отказ. Хансен-Леве је сценарио засновала на животу своје мајке.
Филм је премијерно приказан на 66. Берлинском филмском фестивалу, где је редитељка награђена Сребрним медведом за режију. Филмски критичари су га дочекали похвалама и тренутно на сајту Ротен томејтос има 100 посто позитивних филмских рецензијa, заснованих на 91 рецензији, са просечном оценом од 8,2/10.

## Улоге
| Глумац        | Улога        |
| ------------- | ------------ |
| Изабел Ипер   | Натали Шазо  |
| Андре Марсон  | Хајнц        |
| Роман Колинка | Фабијан      |
| Едит Скоб     | Ивет Лавастр |
| Сара Л Пикар  | Клои         |